# Tafelspitz (mięso)

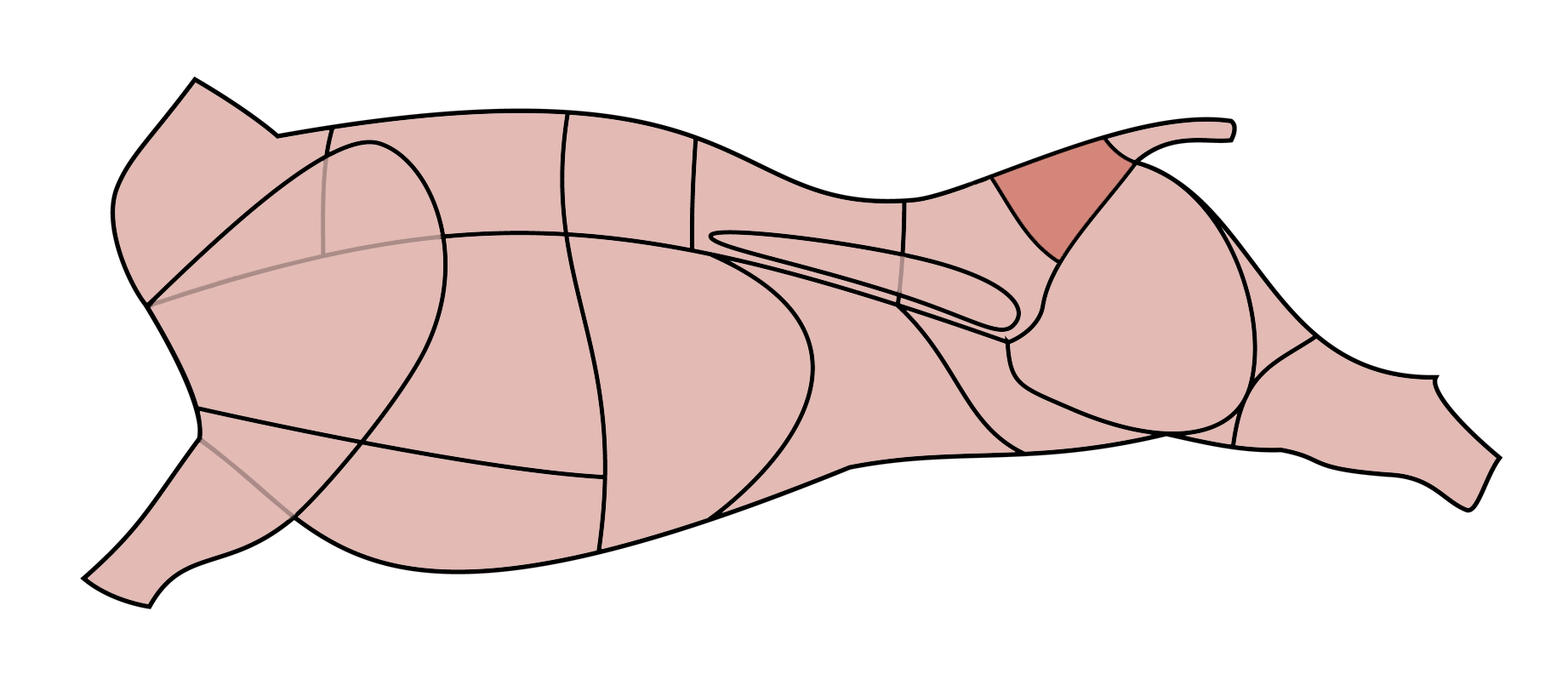
Pozycja Tafelspitz (przednia część ogona)

Tafelspitz – przednia, cienka, zwężająca się końcówka ogona (wołowego lub cielęcego), granicząca z udem, który po stronie zwróconej do skóry pokryty jest warstwą tkanki tłuszczowej. Używa się jej do przygotowywania dania mięsnego o tej samej nazwie – Tafelspitz. W przypadku dania Tafelspitz warstwa tkanki tłuszczowej jest w dużej mierze usuwana. 